# غوردون ماثيوز
غوردون ماثيوز (بالإنجليزية: Gordon Matthews)‏ هو سياسي بريطاني (وحمل سابقاً جنسية المملكة المتحدة لبريطانيا العظمى وأيرلندا)، ولد في 16 ديسمبر 1908، وتوفي في 4 فبراير 2000. حزبياً، نشط في حزب المحافظين. في الانتخابات العامة في المملكة المتحدة 1959 ‏، انتخب عضو البرلمان الثاني والأربعون للمملكة المتحدة ‏ عن دائرة ميريدين (8 أكتوبر 1959 – 25 سبتمبر 1964).